# Uzzá

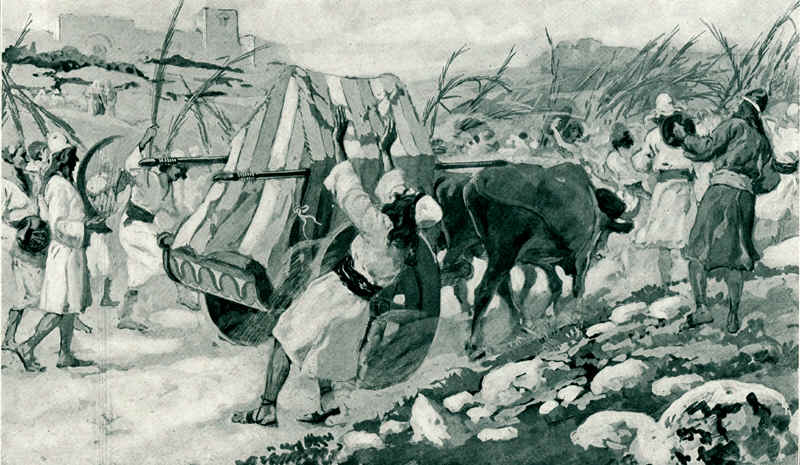
James Tissot Uzzá büntetése

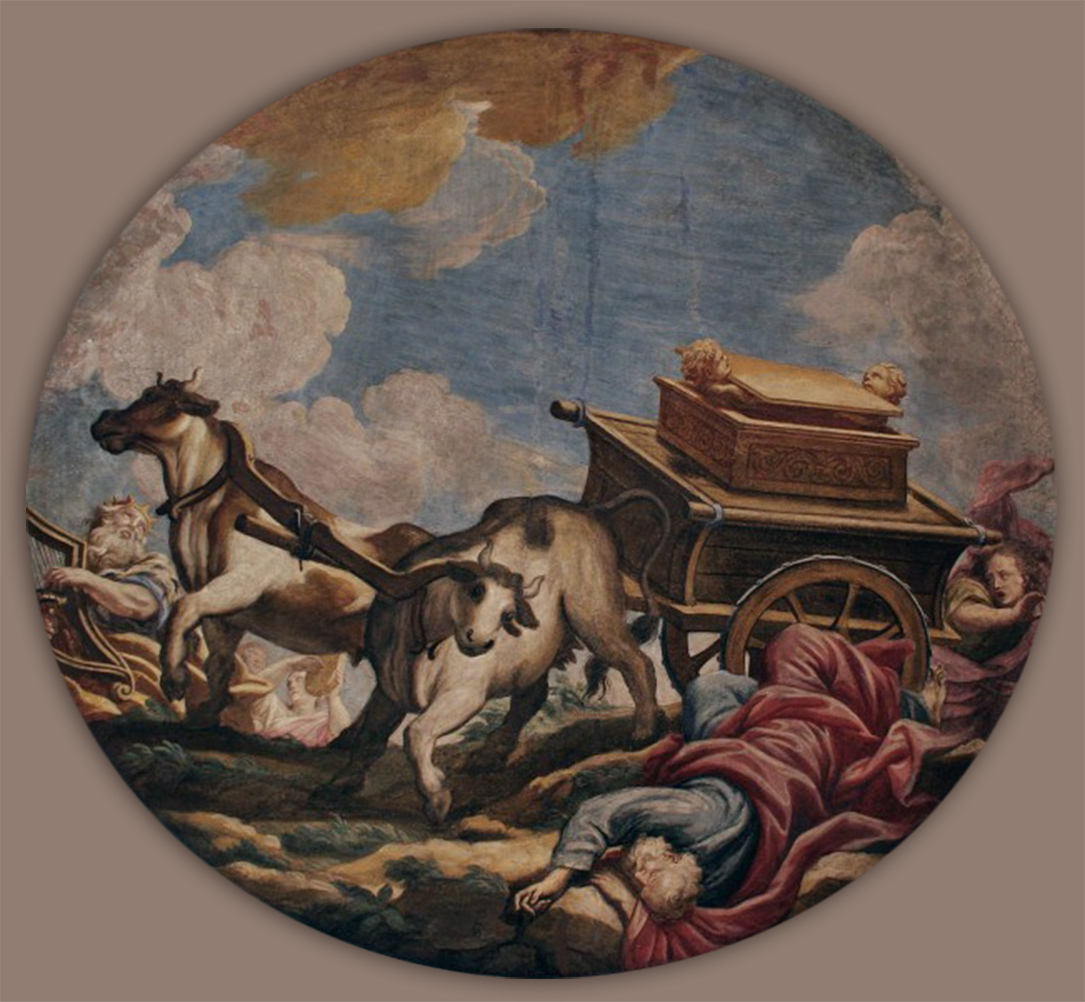
Barokk festmény Uzzá haláláról, ifjabbik Giulio Quaglio (1704)

A Tanak alapján Uzzá, ami erőt jelent, egy izraelita volt, akinek halála a Frigyláda megérintésével következett be.
Uzzá Abínádáb fia volt, akinek a házába Kiriath-Jeraim fiai elhelyezték a Frigyládát miután visszaszerezték azt a filiszteusoktól. Bátyjával, Ahjóval együtt  ketten vezették azt a szekeret, amin Dávid a Frigyládát Jeruzsálembe akarta szállítani. Mikor az ökör megbotlott, Uzzá a Frigyláda után kapott és megérintette a kezével, amivel egyenesen megszegte az isteni parancsot, ezáltal azonnal szörnyet halt. Dávid megdöbbentségét kifejezve, amiért Jahveh megölte Uzzát, azt a helyet Pérec-Uzzának nevezte el, aminek jelentése „lecsapni Uzzára.” Dávidot félelem fogta el és nem akarta tovább vinni a ládát, ezért gáti Óbéd-Edóm házában helyezte azt el három hónapig. Az Úr ezután megáldotta Óbéd-Edóm házát, miután Dávid elhozta onnan Dávid városába.

## Hasonló nevű személyek
Uzzá, Simí fia, aki merárita volt.

## Fordítás
- Ez a szócikk részben vagy egészben  az   Uzzah című angol Wikipédia-szócikk fordításán alapul.  Az eredeti cikk szerkesztőit annak laptörténete sorolja fel. Ez a jelzés csupán a megfogalmazás eredetét és a szerzői jogokat jelzi, nem szolgál a cikkben szereplő információk forrásmegjelöléseként.